# هرمجدون (رواية)
هرمجدون:معركة العصور الكونية هي الرواية الحادية عشرة في سلسلة المتروكون من تيم لاهاي وجيري جينكنز.وقد نشرت لأول مرة في أبريل 2003. وكانت على قائمة أفضل رواية مبيعة لمدة 20 أسبوعا في صحيفة نيويورك تايمز .

## ملخص الحبكة
ومن بداية السنة النهائية من المحنة، كانت بابل تغط في ظلام دامس مع الحكم السلطانية الخامسة راى فورد ستيل، عبد الله سميث، ونعومي طبريا السفر بالطائرة إلى بابل الجديدة لانقاذ خطة الخلد السرية لتشانغ وونغ، وكانو يجدون في البحث عن وسيلة للخروج. في حين أن هناك، راى فورد إكتشف مؤمنا اسمه أوتو فيسر، الذي كان يختبئ في بابل الجديدة من قوات المجتمع العالمي في خلية للمؤمنين تحت الأرض. راى فورد وأوتو في الاجتماع الذي يحمل المجتمع العالمي والعاهل نيكولاي كارباثيا في مكتبه، وقال مسؤولوه عن الانتقال عن خطة لبناء القوات في وادي يزرعيل للمعركة النهائية للتعامل مع اليهود والمؤمنين في كل من القدس والبتراء راى فورد وعبد الله، نعومي، وتشانغ تمكنوا من الفرار، على الرغم من أن أوتو يبقى مختفيا في بابل الجديد.